# Piotr Kędziorek
Piotr Kędziorek – polski etnograf, dziennikarz pracujący w Polskim Radiu od 1994 r, głównie związany z Programem II Polskiego Radia. Od 2024 r. dyrektor tej anteny. 
Autor audycji o tematyce dotyczącej polskiej i zagranicznej muzyki ludowej oraz kultury tradycyjnej. W Polskim Radiu Programie Drugim jest redaktorem prowadzącym piątkowy magazyn „Źródła“ oraz poranne audycje radiowe. Współtwórca Radiowego Centrum Kultury Ludowej oraz organizator i uczestnik ekspedycji do Polaków na obczyźnie m.in. w Kazachstanie, Ukrainie, Rumunii, czy Gruzji.
Jest jurorem takich konkursów jak: Folkowy Fonogram Roku, Stara Tradycja (w ramach festiwalu Wszystkie Mazurki Świata) i Scena Otwarta (w ramach festiwalu Mikołajki Folkowe).